# Johnny et Luther Htoo
Johnny et Luther Htoo (nés vers 1988) sont des frères jumeaux karens qui étaient à la tête d'une organisation rebelle appelée « Armée de Dieu (en) » de 1997 à 2001. En janvier 2000, ils furent les auteurs de la prise d'otages de 700 à 800 personnes dans l’hôpital de Ratchaburi,. Une photo des deux jumeaux (alors âgés de 12 ans) a été prise peu de temps après cet événement.
Après la dissolution de l'armée de Dieu les deux jumeaux se séparent. Quelques années plus tard, alors que Luther a émigré en Suède où il a obtenu l'asile politique et continue la lutte pour le peuple Karen d'une façon pacifique, son frère Johnny poursuit une vie difficile dans les camps de réfugiés birmans de Thaïlande.